# یکم افزوده
یکم افزوده (انگلیسی: Augmented unison) فاصله ای در موسیقی کلاسیک است که با افزودن نیم‌پرده کروماتیک به فاصله یکم درست به وجود می‌آید. معکوس آن اکتاو کاسته و فاصله مترادف، دوم کوچک است. یکم افزوده فاصله ای «ناپایدار» و «نامطبوع»است و باید حل شود. در موسیقی غربی فاصله یکم افزوده را مانند چهارم افزوده، فاصله ای شیطانی (انگلیسی: the Devil in music) می نامند. فاصله یکم افزوده از نت پایه، ۱۰۰ سنت است.

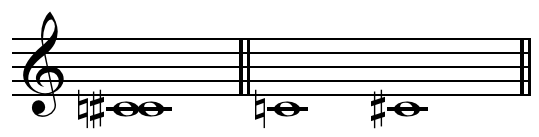
نت دو تا دو دیز.